# 碘化钇
碘化钇 是钇的碘化物，化学式 YI3。

## 制备
碘化钇可以通过使钇与碘反应而成。 
{\displaystyle \mathrm {2\ Y+3\ I_{2}\longrightarrow 2\ YI_{3}} }
它也可以通过使氧化钇或氢氧化钇与氢碘酸反应来获得。 